# Arisaema heterophyllum
Arisaema heterophyllum är en kallaväxtart som beskrevs av Carl Ludwig von Blume. Arisaema heterophyllum ingår i släktet Arisaema och familjen kallaväxter. Inga underarter finns listade.

## Bildgalleri

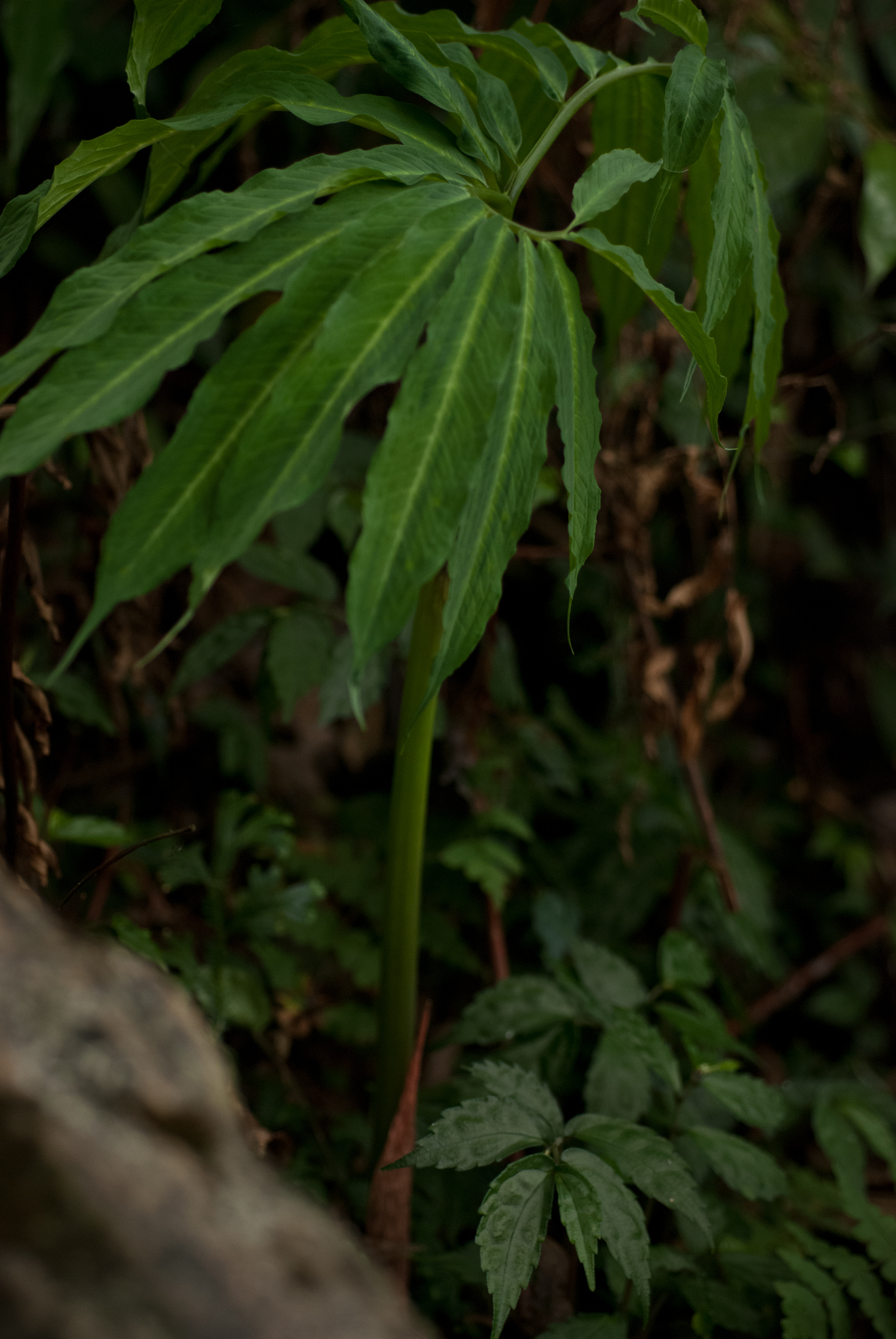
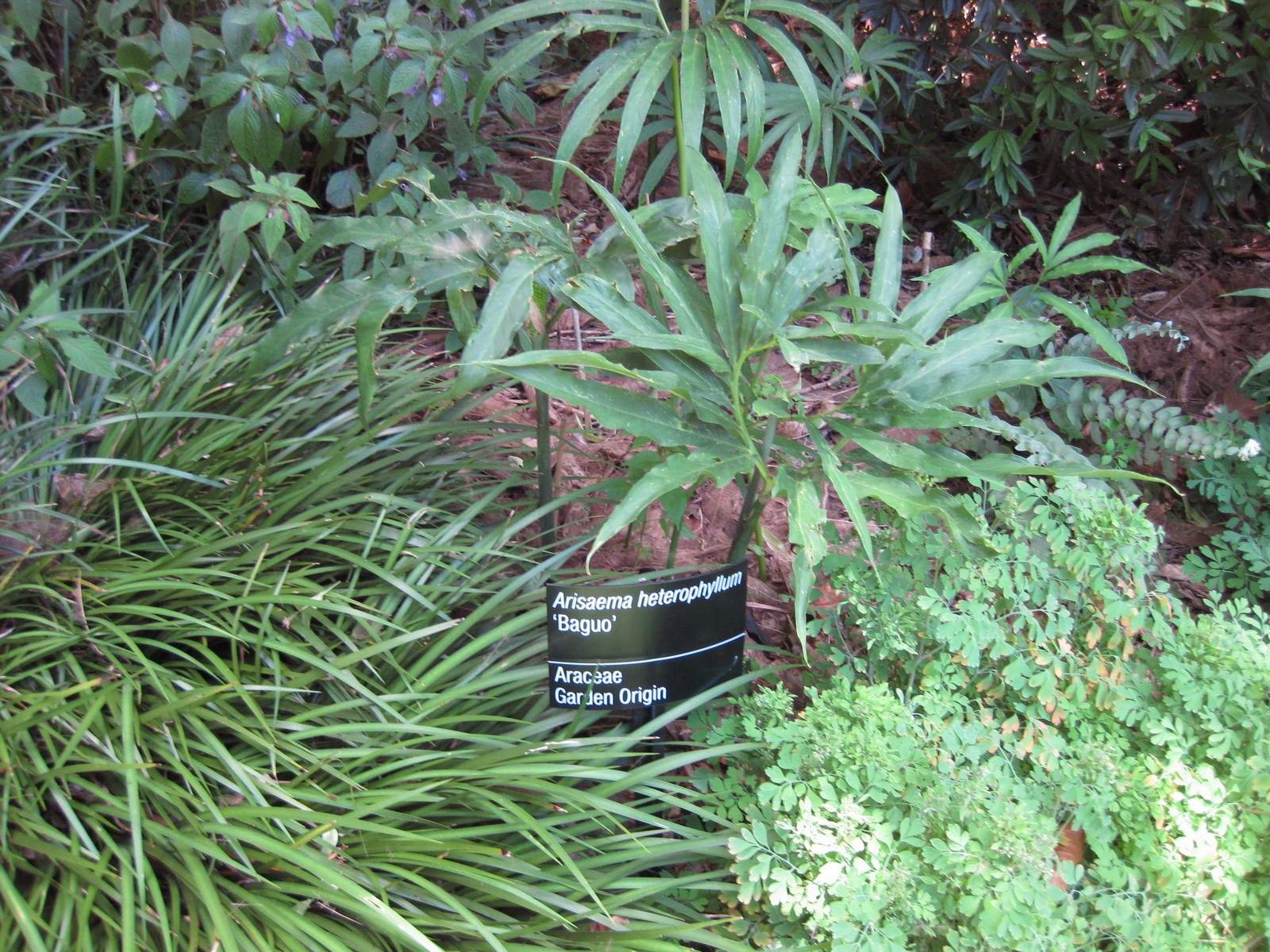